# 2008 aux Émirats arabes unis
Cet article présente les faits marquants de l'année 2008 aux Émirats arabes unis.

## Évènements
- Dimanche 13 janvier : À Abou Dabi, le président George W. Bush accuse l'Iran de constituer une « menace pour la sécurité des nations » partout dans le monde et d'« être le premier parrain étatique du terrorisme ». Il appelle les pays arabes sunnites et tous les amis des États-Unis « à faire face à ce danger avant qu'il ne soit trop tard ».
- Mardi 15 janvier : Le président Nicolas Sarkozy annonce la signature d'un accord pour l'établissement d'une base militaire française sur le territoire d'Abou Dabi.
- Vendredi 6 juin 2008 : Le gouvernement envisage d'acheter 63 avions de combat Rafale pour remplacer ses Mirage 2000, également produits par la France. Les négociations n'avaient pas abouti à la fin de 2015.
- Mercredi 24 septembre 2008 : À Dubaï, ouverture de l'hôtel de luxe « 5 étoiles », L'Atlantis, The Palm, à la pointe de "Palm Jumeirah", la première des trois îles artificielles en forme de palmier en cours de construction.